# Хе Їнцян
Хе Їнцян (25 вересня 1965) — китайський важкоатлет.
Срібний призер Олімпійських Ігор 1988 року в категорії 56 кг, бронзовий призер 1992 року в категорії 60 кг.